# Ruza Kuzieva
Ruza Kuzieva, née le 12 mars 1994, est une haltérophile handisport ouzbèke concourant en -55 kg jusqu'en 2019 puis en -61 kg depuis. Après deux médailles aux Championnats du monde, elle est médaillée d'argent lors des Jeux de 2020.

## Carrière
En avril 2013, elle est suspendue pendant deux ans après que de la méthandrosténolone, une substance interdite, ait été trouvée dans ses analyse d'urine. Tous ses résultats à partir du 23 février 2013 sont annulés, dont son record du monde junior établit ce mois-là. Elle écope également d'une amende de 1 500 €. Trois ans plus tard, elle est de nouveau testée positive lors d'un contrôle, cette fois au meldonium lors de l'étape de la Coupe du monde à Dubaï en février. Elle ne reçoit cependant aucune sanction car le meldonium avait été ajouté à la liste des substances interdites au 1er janvier 2016, soit à peine un mois avant le contrôle mais elle perd quand sa médaille de bronze acquise lors de cette compétition.
Aux Mondiaux 2019, Kuzieva monte sur la deuxième marche du podium en -61 kg en soulevant 125 kg, derrière la Nigériane Lucy Ogechukwu Ejike (132 kg) et devant l'Ukrainienne Rayisa Toporkova (123 kg). Pour ses débuts aux Jeux paralympiques en 2021, elle remporte la médaille d'argent avec 130 kg devant la quadruple championne paralympique, la Mexicaine Amalia Pérez (135 kg) et devant la Nigériane Ejike (130 kg).

## Palmarès

### Jeux paralympiques
- médaille d'argent en -61 kg aux Jeux paralympiques d'été de 2020 à Tokyo

### Championnats du monde
- médaille d'argent en -61 kg aux Championnats du monde 2019 à Noursoultan
- médaille de bronze en -55 kg aux Championnats du monde 2017 à Mexico

### Jeux para-asiatiques
- médaille d'or en -55 kg aux Jeux para-asiatiques de 2018 à Jakarta